# Olivia Dussek

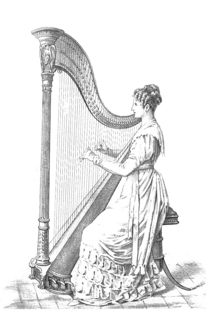
Olivia Buckley-Dussek an der Harfe, 1827

Olivia Francisca Buckley-Dussek (* um 1799 in London (nach anderen Angaben: 29. September 1801); † 24. Dezember 1847 ebenda) war eine englische Pianistin, Harfenistin und Komponistin. Sie ist die Tochter des böhmischen Komponisten Johann Ladislaus Dussek (ursprünglich: Dusik) und der Sängerin, Pianistin und Harfenistin Sophia Corri.

## Leben und Werk
Olivia Francisca wurde als einziges Kind des Ehepaares Dussek in London geboren. In Nachschlagewerken werden verschiedene Geburtsdaten zwischen 1797 und 1801 angegeben. Doch kann die Geburt, sofern Jan Ladislav Dusík tatsächlich der leibliche Vater war, kaum nach 1799 gelegen haben, da Dusík, nachdem sein zusammen mit seinem Schwiegervater Domenico Corri (1733–1825) gegründeter Musikverlag in Konkurs ging, Ende 1799 nach Hamburg floh und nicht zurückkehrte. Die Mutter zog ihr Kind allein auf, unterrichtete es sowohl im Harfe- als auch im Klavierspiel und organisierte öffentliche Auftritte des Kindes. Bereits im Alter von 8 Jahren gab sie erste Konzerte in London.
Noch nicht volljährig, heiratete sie William Richard Buckley, dessen Sohn Richard Buckley später ein bedeutender Übersetzer u. a. von Homer werden sollte. Neben der Erziehung von 10 Kindern und ihren Pflichten als Mutter und Hausfrau führte sie nebenbei ein aktives Musikleben: Sie trat in Konzerten auf, gab Unterricht und war die letzten 7 Jahre ihres Lebens Organistin in Kensington Parish Church.
Unter dem Synonym O.B.Dussek (sie verwendete ihren 2. Vornamen Francisca so gut wie nie) veröffentlichte sie Kompositionen für die Harfe mit dem Titel The Harpist’s Friend- Gedacht für die Frauen im Viktorianischen Zeitalter, die die Salons ihrer Eltern mit dem Spiel der Harfe erfüllen sollten. Auch veröffentlichte sie einige Vokalwerke mit dem Titel Fairy Songs and Ballads for the Young. Jedoch dürften 10 Kinder in knapp 25 Jahren, tägliches, stundenlanges, oft schon zwanghaftes Musizieren und ihre Tätigkeit als Hausfrau ihren Tribut gefordert haben; sie starb mit gerade einmal 48 Jahren.